# TV Ennigerloh
Der TV Ennigerloh 1899 e. V. (offiziell: Turnverein Deutsche Eiche 1899 Ennigerloh e. V.) ist ein Sportverein aus Ennigerloh im Kreis Warendorf.

## Geschichte
Der Verein wurde im Jahre 1899 gegründet. Der Verein bietet Badminton, Breitensport/Turnen, Handball, Schwimmen, Tennis und Volleyball an. Früher gab es noch Abteilungen für Basketball, Rollhockey und Tischtennis.
Die Handballerinnen des TV Ennigerloh nahmen in der Saison 2001/02 am DHB-Pokal der Frauen teil und schied bereits in der ersten Runde nach einer 14:34-Niederlage gegen den TuS Weibern aus.